# The Mothman Prophecies
The Mothman Prophecies is een Amerikaanse film uit 2002. Het is gedeeltelijk gebaseerd op het non-fictie boek The Mothman Prophecies van John A. Keel uit 1976, die weer is geïnspireerd over de legende van de Mothman.

## Verhaal
John is een journalist die na de dood van zijn vrouw Mary vreemde tekeningen vindt van haar. Na wat onrustige nachten en een anderhalf uur durende autorit blijkt hij zich plotseling te bevinden in Point Pleasant in South Carolina, 600 kilometer van zijn woonplaats Washington DC. Daar wordt hij geconfronteerd met berichten van inwoners over de Mothman. John gaat op onderzoek uit en vindt een vrouw die eenzelfde soort tekeningen had gemaakt. John komt dan in contact met Gordon die voorspellingen doet die uitkomen, het netwerk sluit zich rond ene Indrid Cold. Uiteindelijk voorspelt "de Mothman" een grote ramp langs een rivier.

## Rolverdeling
- Richard Gere: John Klein
- Laura Linney: Connie Mills
- Will Patton: Gordon Smallwood
- Debra Messing: Mary Klein
- Alan Bates: Alexander Leek

## Trivia
- Gere en Linney stonden eerder tegenover elkaar in Primal Fear (1996).